# Coheed and Cambria
Coheed and Cambria – amerykańska grupa rockowa powstała w 1995 roku w Nyack w stanie Nowy Jork. Pod nazwą Coheed and Cambria działająca od 2001 roku. Debiutancki album studyjny grupy The Second Stage Turbine Blade ukazał się w 2002 roku. Poszczególne płyty grupy to powiązane ze sobą albumy koncepcyjne o tematyce fantastycznonaukowej. Tworzą one pięciopłytową sagę The Amory Wars, która opowiada o żyjącej w układzie planetarnym Heaven's Fence rodzinie Kilgannonów. Członkami tej rodziny są m.in. Coheed i Cambria oraz ich syn Claudio. Płyta Good Apollo, I'm Burning Star IV, Volume Two: No World For Tomorrow zamyka sagę, natomiast album Year of the Black Rainbow jest jej chronologicznie pierwszą częścią.

## Muzycy
Obecny skład zespołu
- Claudio Sanchez – wokal prowadzący, gitara, instrumenty klawiszowe (od 1995)
- Travis Stever – gitara, instrumenty klawiszowe, wokal wspierający (1995, od 1999)
- Josh Eppard – perkusja, instrumenty klawiszowe, wokal wspierający (2000-2006, od 2011)
- Zach Cooper – gitara basowa, wokal wspierający (od 2012)

Muzycy koncertowi
- Dave Parker – instrumenty klawiszowe (2005–2006)
- Wes Styles – instrumenty klawiszowe (2007–2010), gitara basowa (2011-2012)

Byli członkowie zespołu
- Jon Carleo – gitara basowa (1995–1996)
- Nate Kelley – perkusja, wokal wspierający (1995–2000)
- Michael Todd – gitara basowa, wokal wspierający (1996–2006, 2007–2011)
- Chris Pennie – perkusja (2007–2011)

Muzycy sesyjni
- Taylor Hawkins – perkusja (2007)

## Dyskografia
| The Second Stage Turbine Blade                                                      | - Data: 5 lutego 2002 - Wydawca: Equal Vision Records       | 179 | —  | —  | —  | —  |                 |                        |
| In Keeping Secrets Of Silent Earth: 3                                               | - Data: 7 października 2003 - Wydawca: Equal Vision Records | 52  | —  | —  | —  | —  |                 | - USA: platynowa płyta |
| Good Apollo, I'm Burning Star IV, Volume One: From Fear Through The Eyes Of Madness | - Data: 20 września 2005 - Wydawca: Columbia Records        | 7   | —  | 92 | —  | 85 |                 | - USA: złota płyta     |
| Good Apollo, I'm Burning Star IV, Volume Two: No World For Tomorrow                 | - Data: 23 października 2007 - Wydawca: Columbia Records    | 6   | —  | 41 | 39 | —  |                 |                        |
| Year of the Black Rainbow                                                           | - Data: 13 kwietnia 2010 - Wydawca: Columbia Records        | 5   | 14 | 35 | 38 | 71 | - USA: 51 tys.+ |                        |
| The Afterman: Ascension                                                             | - Data: 8 października 2012 - Wydawca: Hundred Handed       | 5   | 11 | 46 | —  | —  | - USA: 49 tys.+ |                        |
| The Afterman: Descension                                                            | - Data: 5 lutego 2013 - Wydawca: Hundred Handed             | 9   | 16 | 64 | —  | —  | - USA: 40 tys.+ |                        |
| The Color Before the Sun                                                            | - Data: 16 października 2015 - Wydawca: 300 Entertainment   | 10  | 26 | 55 | —  | —  | - USA: 31 tys.+ |                        |
| Vaxis I: The Unheavenly Creatures                                                   | - Data: 5 października 2018 - Wydawca: Roadrunner           |     |    |    |    |    |                 |                        |
| Vaxis II: A Window of the Waking Minds                                              | - Data: 24 czerwca 2022 - Wydawca: Roadrunner               |     |    |    |    |    |                 |                        |
| "—" album nie był notowany.                                                         |                                                             |     |    |    |    |    |                 |                        |

## Teledyski
| Tytuł                                           | Rok  | Reżyseria                  |
| ----------------------------------------------- | ---- | -------------------------- |
| "Delirium Trigger"                              | 2003 | Coheed and Cambria         |
| "Devil in Jersey City"                          | 2003 | Christian Winters          |
| "Devil in Jersey City" (alternate video)        | 2003 | Coheed and Cambria         |
| "A Favor House Atlantic"                        | 2004 | Christian Winters          |
| "Blood Red Summer"                              | 2004 | Marc Webb                  |
| "The Suffering"                                 | 2005 | Artificial Army            |
| "Welcome Home"                                  | 2005 | Artificial Army            |
| "Ten Speed (Of God's Blood & Burial)"           | 2006 | Brian Lazzaro              |
| "The Willing Well IV: The Final Cut"            | 2006 | Claudio Sanchez            |
| "The Running Free"                              | 2007 | Nathan "Karma" Cox         |
| "Feathers"                                      | 2008 | Marc Klasfeld              |
| "Gravemakers & Gunslingers"                     | 2008 | Claudio Sanchez            |
| "The Broken"                                    | 2010 | Weweremonkeys              |
| "Here We Are Juggernaut"                        | 2010 | Josh Forbes                |
| "World of Lines"                                | 2010 | Lex Halaby                 |
| "Far"                                           | 2011 | Aaron Hymes                |
| "Key Entity Extraction I: Domino the Destitute" | 2012 | Robert "Roboshobo" Schober |
| "The Afterman"                                  | 2012 | Robert "Roboshobo" Schober |
| "Dark Side of Me"                               | 2013 | Robert "Roboshobo" Schober |
| "Number City"                                   | 2013 | Jonathan "Dropbear" Chong  |

## Nagrody i wyróżnienia
| Rok  | Kategoria               | Tytułem                                                                             | Nagroda                         | Nota      | Źródło |
| ---- | ----------------------- | ----------------------------------------------------------------------------------- | ------------------------------- | --------- | ------ |
| 2006 | Best Live Band          | Coheed and Cambria                                                                  | Metal Hammer Golden Gods Awards | Nominacja | [ 20 ] |
| 2006 | Best International Band | Coheed and Cambria                                                                  | Metal Hammer Golden Gods Awards | Nominacja | [ 20 ] |
| 2006 | Album Of The Year       | Good Apollo, I'm Burning Star IV, Volume One: From Fear Through The Eyes Of Madness | Metal Hammer Golden Gods Awards | Laur      | [ 21 ] |
| 2008 | Best Video              | "Feathers"                                                                          | Kerrang! Awards                 | Laur      | [ 22 ] |